# Tariq Abdul-Wahad
Tariq Abdul-Wahad, nato Olivier Michael Saint-Jean (Maisons-Alfort, 3 novembre 1974), è un ex cestista francese, professionista nella NBA.
Abdul-Wahad è nato in Francia da genitori della Guyana francese.
Cambiò il suo nome in Tariq Abdul-Wahad dopo la sua conversione all'Islam nel 1997. Fu il primo giocatore nato e cresciuto in Francia a debuttare nella NBA.

## Carriera
Tariq iniziò la sua carriera statunitense giocando inizialmente con la University of Michigan nel campionato NCAA, ma successivamente si spostò alla San José State University.
Nel 1997 fu scelto al Draft come undicesima scelta assoluta dai Sacramento Kings. Conosciuto come un gran difensore, Abdul-Wahad non ebbe molti spazi nella NBA, soprattutto per i suoi tanti infortuni che lo costrinsero a giocare solo in 236 partite su 788. Nel 1999 passò agli Orlando Magic, ma già nel 2000 cambiò ancora squadra per passare ai Denver Nuggets. Nel 2001 arrivò ai Dallas Mavericks, squadra che lo tenne nel proprio roster fino al 2005 quando, a causa del suo ennesimo infortunio, fu inserito nella lista degli infortunati e quindi licenziato dal team texano durante il training camp di preparazione per la stagione 2005-06 dell'NBA.
Il 20 novembre 2006 viene contattato dalla Climamio per un provino, ma non fu messo sotto contratto per il lungo tempo che sarebbe trascorso prima di averlo in campo
La maglia numero 3 venne ritirata dalla San Jose State University nel 2002, ma il nome che compare alla Event Center Arena è Olivier Saint-Jean, il nome che Abdul-Wahad usò durante la sua carriera al college.

## Statistiche

### College
| Anno      | Squadra             | PG | PT | MP   | TC%  | 3P%  | TL%  | RP  | AP  | PRP | SP  | PP   |
| --------- | ------------------- | -- | -- | ---- | ---- | ---- | ---- | --- | --- | --- | --- | ---- |
| 1993-1994 | Michigan Wolverines | 32 | 1  | 13,1 | 51,0 | 28,6 | 56,5 | 2,3 | 0,5 | 0,6 | 0,2 | 3,6  |
| 1994-1995 | Michigan Wolverines | 4  | 0  | 12,8 | 50,0 | 50,0 | 100  | 3,3 | 0,0 | 0,3 | 0,3 | 4,8  |
| 1995-1996 | SJSU Spartans       | 25 | -  | 27,9 | 44,6 | 27,7 | 74,1 | 6,3 | 2,6 | 1,0 | 0,9 | 17,2 |
| 1996-1997 | SJSU Spartans       | 26 | 26 | 33,4 | 49,2 | 36,6 | 73,0 | 8,8 | 1,1 | 1,5 | 0,7 | 23,8 |
| Carriera  | Carriera            | 87 | 27 | 23,4 | 47,7 | 32,2 | 72,6 | 5,4 | 1,3 | 1,0 | 0,6 | 13,6 |

### NBA

#### Regular Season
| Anno      | Squadra          | PG  | PT  | MP   | TC%  | 3P%  | TL%  | RP  | AP  | PRP | SP  | PP   |
| --------- | ---------------- | --- | --- | ---- | ---- | ---- | ---- | --- | --- | --- | --- | ---- |
| 1997-1998 | Sacramento Kings | 59  | 16  | 16,3 | 40,3 | 21,1 | 67,2 | 2,0 | 0,9 | 0,6 | 0,2 | 6,4  |
| 1998-1999 | Sacramento Kings | 49  | 49  | 24,6 | 43,5 | 28,6 | 69,1 | 3,8 | 1,0 | 1,0 | 0,3 | 9,3  |
| 1999-2000 | Orlando Magic    | 46  | 46  | 26,2 | 43,3 | 9,5  | 76,2 | 5,2 | 1,6 | 1,2 | 0,3 | 12,2 |
| 1999-2000 | Denver Nuggets   | 15  | 10  | 24,9 | 38,9 | 50,0 | 73,8 | 3,5 | 1,7 | 0,4 | 0,8 | 8,9  |
| 2000-2001 | Denver Nuggets   | 29  | 12  | 14,5 | 38,7 | 40,0 | 58,3 | 2,0 | 0,8 | 0,5 | 0,4 | 3,8  |
| 2001-2002 | Denver Nuggets   | 20  | 12  | 20,9 | 37,9 | 50,0 | 75,0 | 3,9 | 1,1 | 0,9 | 0,5 | 6,8  |
| 2001-2002 | Dallas Mavericks | 4   | 0   | 6,0  | 0,0  | -    | 0,0  | 1,5 | 0,5 | 0,5 | 0,3 | 0,0  |
| 2002-2003 | Dallas Mavericks | 14  | 0   | 14,6 | 46,6 | 0,0  | 50,0 | 2,9 | 1,5 | 0,4 | 0,2 | 4,1  |
| Carriera  | Carriera         | 236 | 145 | 20,4 | 41,7 | 23,7 | 70,3 | 3,3 | 1,1 | 0,8 | 0,4 | 7,8  |

#### Playoffs
| Anno     | Squadra          | PG | PT | MP   | TC%  | 3P% | TL%  | RP  | AP  | PRP | SP  | PP  |
| -------- | ---------------- | -- | -- | ---- | ---- | --- | ---- | --- | --- | --- | --- | --- |
| 1999     | Sacramento Kings | 5  | 5  | 19,8 | 45,5 | 0,0 | 81,3 | 3,8 | 0,8 | 0,8 | 0,8 | 8,6 |
| 2003     | Dallas Mavericks | 8  | 0  | 9,9  | 30,0 | 0,0 | 87,5 | 2,8 | 0,9 | 0,0 | 0,0 | 3,1 |
| Carriera | Carriera         | 13 | 5  | 13,7 | 38,1 | 0,0 | 83,3 | 3,2 | 0,8 | 0,3 | 0,3 | 5,2 |